# Podział administracyjny Kościoła katolickiego w Salwadorze
Podział administracyjny Kościoła katolickiego w Salwadorze – w ramach Kościoła katolickiego w Salwadorze funkcjonuje obecnie jedna metropolia, w której skład wchodzi jedna archidiecezja i osiem diecezji. Ponadto istnieje wojskowy ordynariat polowy podlegający bezpośrednio do Rzymu.
Jednostki administracyjne Kościoła katolickiego obrządku łacińskiego w Salwadorze:

## Metropolia San Salvador
- Archidiecezja San Salvador
  - Diecezja Chalatenango
  - Diecezja San Miguel
  - Diecezja San Vicente
  - Diecezja Santa Ana
  - Diecezja Santiago de María
  - Diecezja Sonsonate
  - Diecezja Zacatecoluca

## Diecezje podległe bezpośrednio doRzymu
- Ordynariat Polowy Salwadoru